# Đoạn Nhật Bản
Đoạn Nhật Bản, tên khoa học Tilia japonica, là một loài thực vật có hoa trong họ Cẩm quỳ. Loài này được (Miq.) Simonk. miêu tả khoa học đầu tiên năm 1888.